# C/1992 J1
C/1992 J1 — комета, відкрита 1 травня 1992 року Девідом Рабіновіцем з проекту Spacewatch. Це була перша комета, відкрита за допомогою автоматизованої системи.
При обчисленні орбіти C/1992 J1 за елементами її навколосонячної ділянки з урахуванням тільки тяжіння Сонця (див. Задача двох тіл), її афелій визначається рівним 154 202 а.о. (більше 2 св. р.). Однак більш точні розрахунки орбіти відносно центра мас Сонячної системи дають відстань афелію близько 3650 а. о. і орбітальний період близько 78000 років.